# Аль-Кахтани, Ясир
Ясси́р Саи́д а́ль-Кахтани́ (араб. ياسر سعيد القحطاني‎; род. 10 октября 1982, Эль-Хубар) — саудовский футболист, выступавший на позиции нападающего. Играл за сборную Саудовской Аравии. Участник чемпионата мира 2006 года. Футболист года в Азии 2007 года. Лучший бомбардир Кубка Азии 2007 года. Самый молодой в истории капитан сборной Саудовской Аравии.

## Карьера

### Клубная
Воспитанник футбольной школы клуба из Эль-Хубара «Аль-Кадисия», там же начал и профессиональную карьеру в 2003 году. Всего за «Аль-Кадисию» сыграл 38 матчей и забил 19 мячей в ворота соперников. В 2005 году перешёл в «Аль-Хиляль» из Эр-Рияда, который заплатил за его переход рекордную по саудовским меркам сумму в 5,3 млн $. За время выступлений в «Аль-Хиляле», вместе с командой, 1 раз становился чемпионом Саудовской Аравии, 2 раза обладателем Кубка наследного принца Саудовской Аравии и 1 раз выигрывал Кубок Саудовской федерации футбола.

### В сборной
В составе главной национальной сборной Саудовской Аравии выступает с 2002 года. Участник чемпионата мира 2006 года. Один раз доходил с командой до финала Кубка Азии в 2007 году, помимо этого, был на данном турнире капитаном команды (самым молодым в истории саудовского футбола), а также стал лучшим бомбардиром турнира. В 2007 году занял 6-е место в списке лучших бомбардиров мира по версии Международной федерации футбольной истории и статистики. Кроме того, в том же 2007 году был признан футболистом года в Азии.

## Достижения

### Командные
- Финалист Кубка Азии (1): 2007
- Обладатель Кубка арабских наций (1): 2002
- Обладатель Кубка наций Персидского залива (2): 2002, 2003
- Чемпион Саудовской Аравии (1): 2007/08
- Обладатель Кубка наследного принца Саудовской Аравии (2): 2005/06, 2007/08
- Обладатель Кубка принца Фейсала (1): 2005/06

### Личные
- Футболист года в Азии (1): 2007
- Лучший бомбардир Кубка Азии (1): 2007